# Matrimonio igualitario en El Salvador
El Salvador no reconoce el matrimonio igualitario, las uniones civiles o cualquier otra unión legal para parejas del mismo sexo. Una propuesta para prohibir constitucionalmente el matrimonio entre personas del mismo sexo y la adopción homoparental fue rechazada dos veces: en 2006 y en abril de 2009, después de que el Frente Farabundo Martí para la Liberación Nacional (FMLN) se negara a otorgarle a la medida los cuatro votos que necesitaba para ser ratificada.

## Historia jurídica

### Intentos constitucionales para prohibir el matrimonio igualitario
La Constitución de El Salvador no prohíbe explícitamente el reconocimiento de los matrimonios entre personas del mismo sexo. El artículo 32 dice: "La base jurídica de la familia es el matrimonio y descansa en la igualdad jurídica de los cónyuges". Sin embargo, el artículo 11 del Código de Familia de El Salvador establece que el matrimonio es la "unión de un hombre y una mujer".
En 2006, los opositores al matrimonio entre personas del mismo sexo propusieron una enmienda constitucional para prohibir el reconocimiento legal de las uniones entre personas del mismo sexo. La medida fue respaldada por el conservador Partido Demócrata Cristiano, el presidente Elías Antonio Saca y varios otros partidos, entre ellos Cambio Democrático, el Frente Democrático Revolucionario y el Partido de Concertación Nacional. Fue rechazado, y por tanto derrotado, por el Frente Farabundo Martí para la Liberación Nacional (FMLN), ya que no logró obtener suficientes votos para ser ratificado formalmente debido a la oposición de varios legisladores del FMLN. Si bien el FMLN se ha opuesto consistentemente a los intentos de enmendar la Constitución para prohibir el matrimonio entre personas del mismo sexo, citando su creencia de que tales leyes son discriminatorias, el partido ha declarado que no tiene intención de legalizar el matrimonio entre personas del mismo sexo.
El 30 de abril de 2009, la Asamblea Legislativa de El Salvador aprobó una enmienda constitucional de último minuto para prohibir el matrimonio entre personas del mismo sexo al definir el matrimonio como aquel entre "un hombre y una mujer" únicamente y prohibir a las parejas del mismo sexo adoptar niños. Los grupos de derechos civiles prometieron luchar contra la medida, que aún necesitaba ser votada por otras ramas del gobierno antes de convertirse en ley. La enmienda finalmente fracasó ese mismo mes. El 25 de abril de 2012 se presentó a la Asamblea Legislativa otro intento de promulgar una prohibición constitucional del matrimonio entre personas del mismo sexo y la adopción por parejas del mismo sexo. La medida finalmente fracasó el 8 de febrero de 2014, tras recibir sólo 19 votos a favor de su ratificación.
El 17 de abril de 2015, la Asamblea Legislativa aprobó nuevamente en primera lectura una enmienda constitucional para prohibir el matrimonio entre personas del mismo sexo, con 47 votos a favor. Para ser incluida exitosamente en la Constitución, la ley tenía que ser ratificada por una mayoría de dos tercios de la Asamblea Legislativa, equivalente a 56 de sus 84 miembros. En noviembre de 2016, tras la presentación de una demanda para legalizar el matrimonio entre personas del mismo sexo, algunos parlamentarios conservadores renovaron sus esfuerzos para aprobar la prohibición. En enero de 2018, el Tribunal Constitucional declaró ilegal la enmienda propuesta debido a "errores de procedimiento".

### Intentos de reconocer las uniones entre personas del mismo sexo
En agosto de 2021, el gobierno del presidente Nayib Bukele propuso cambios constitucionales para permitir el matrimonio de parejas del mismo sexo, prohibir la discriminación por orientación sexual y legalizar el aborto cuando la vida de la madre esté en peligro. Como las reformas constitucionales en El Salvador deben ser aprobadas por dos Congresos sucesivos para que entren en vigor, lo más temprano que podría promulgarse la ley habría sido 2027. En diciembre de 2021, Bukele dio marcha atrás y descartó posibles reformas constitucionales para legalizar el matrimonio entre personas del mismo sexo.

### Desafíos legales
En agosto de 2016, un estudiante de derecho presentó una demanda ante la Sala de lo Constitucional de la Corte Suprema de Justicia de El Salvador solicitando la nulidad del artículo 11 del Código de Familia, que define el matrimonio como la "unión de un hombre y una mujer". Calificando la ley de discriminatoria y explicando la falta de términos de género utilizados en el artículo 34 de la Constitución de El Salvador en el resumen del matrimonio, la demanda buscaba permitir que parejas del mismo sexo se casaran. El 20 de diciembre de 2016, la Corte Suprema de Justicia desestimó la demanda por un tecnicismo legal. El 11 de noviembre de 2016 se presentó una segunda demanda contra el artículo 11, pero fue desestimada por la Corte Suprema de Justicia por motivos procesales el 17 de enero de 2019.
El 9 de agosto de 2019, se admitió ante el Tribunal Constitucional un caso que impugnaba el artículo 11 del Código de Familia. El caso, presentado originalmente en 2016 por el activista Gabriel Gasteazoro, alega que las disposiciones que prohíben los matrimonios entre personas del mismo sexo en el Código de Familia son inconstitucionales. Se esperaba un fallo en los primeros tres meses de 2020, pero no se emitió ninguno al respecto.

### Sentencia de la Corte Interamericana de Derechos Humanos de 2018
El 9 de enero de 2018, en la opinión consultiva OC 24/7, la Corte Interamericana de Derechos Humanos (CIDH) dictaminó que los países signatarios de la Convención Americana sobre Derechos Humanos están obligados a permitir el matrimonio de parejas del mismo sexo. La sentencia establece que:

El Estado debe reconocer y garantizar todos los derechos derivados del vínculo familiar entre personas del mismo sexo de conformidad con lo dispuesto en los artículos 11.2 y 17.1 de la Convención Americana. (...) de conformidad con los artículos 1.1, 2, 11.2, 17 y 24 de la Convención Americana, es necesario garantizar el acceso a todas las figuras existentes en los ordenamientos jurídicos internos, incluido el derecho a contraer matrimonio. (...) Garantizar la protección de todos los derechos de las familias formadas por parejas del mismo sexo, sin discriminación respecto de las que están constituidas por parejas heterosexuales.

El Salvador ratificó la Convención Americana sobre Derechos Humanos el 23 de junio de 1978 y reconoció la competencia del tribunal el 6 de junio de 1995. A raíz del fallo, los grupos LGBT han instado al gobierno de El Salvador a acatar la decisión y legalizar el matrimonio entre personas del mismo sexo.

## Opinión pública
Según una encuesta de 2008, el 14% de los salvadoreños apoyaba el matrimonio entre personas del mismo sexo, mientras que el 80% se oponía y el 6% estaba indeciso. Una encuesta de 2010 reveló que El Salvador tenía uno de los apoyos más bajos a la legalización del matrimonio entre personas del mismo sexo en América Latina, con un 10%.
Según una encuesta del Pew Research Center realizada entre el 9 de noviembre y el 17 de diciembre de 2013, el 11% de los salvadoreños apoyaba el matrimonio entre personas del mismo sexo, mientras que el 81% se oponía.
El Barómetro de las Américas de 2017 mostró que el 19% de los salvadoreños apoyaba el matrimonio entre personas del mismo sexo. La Sociedad de Antropología Cultural informó en 2019 que, además del escaso apoyo público, la situación de los salvadoreños LGBT es una "pesadilla": "La violencia intrapersonal normalizada y el sexismo se cruzan con una homofobia y transfobia ampliamente aceptables, sometiendo a muchos a hostilidad y daño. Los académicos han argumentado que la violencia en el país ha dependido históricamente de los roles de género patriarcales y los ha exacerbado, y se remonta a la supresión española de las prácticas sexuales fluidas y las identidades de género entre los pipiles a través de la violencia sexual generalizada en tiempos de guerra en el siglo XX".